# Falein

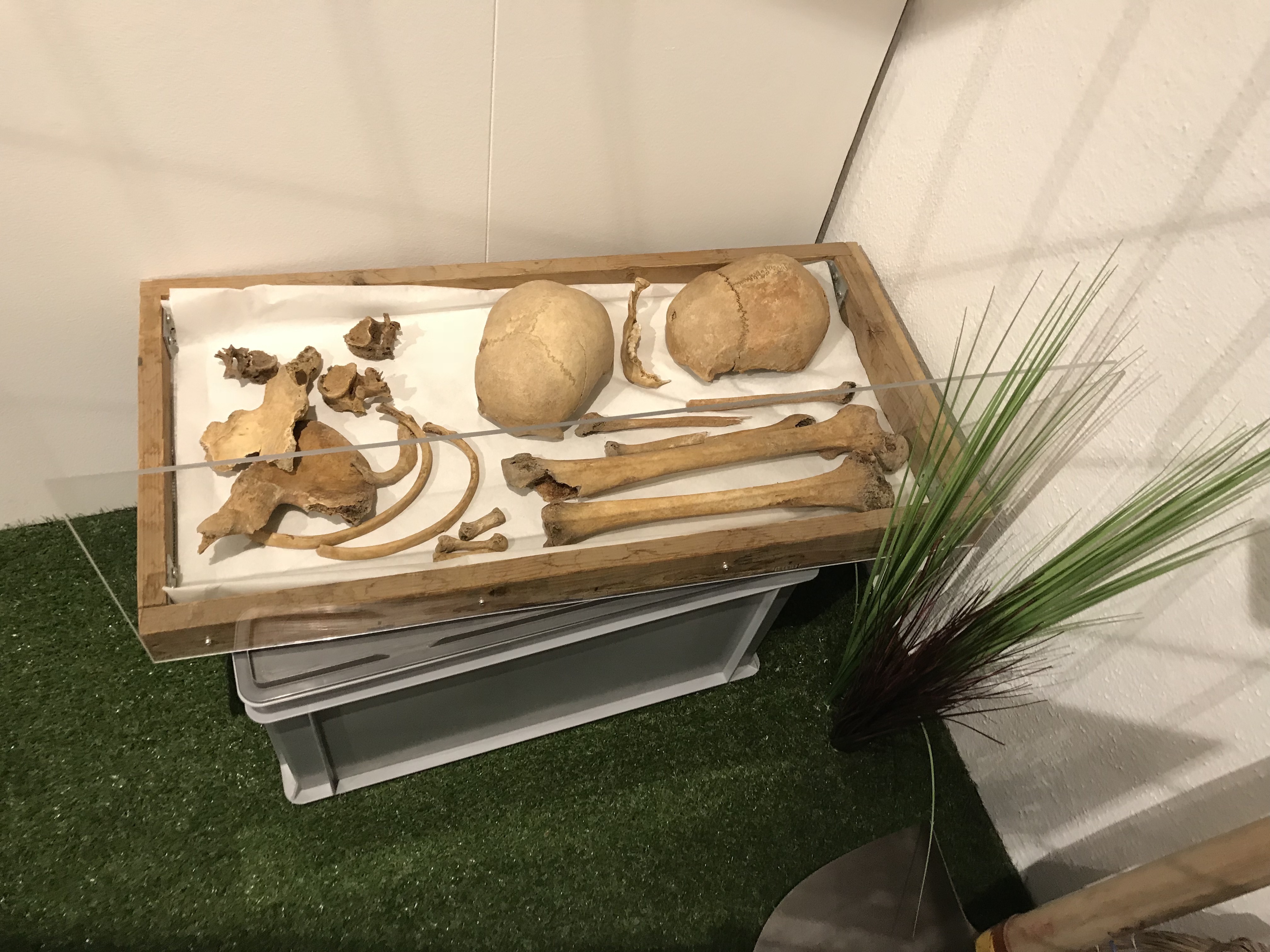
Knochen der Toten von Falein

Falein  ist eine Alp und ein zerstreuter Weiler in Bergün Filisur, einer Gemeinde in der Region Albula im Schweizer Kanton Graubünden, auf einer Höhe von 1753 bis 1869 m ü. M. Bekanntheit errang Falein als Drehort der ersten Heidi-Filme (Heidi von 1952 und Heidi und Peter von 1955); die Behausung des Alpöhi ist heute immer noch zu sehen.
Bei Bauarbeiten an einem Maiensäss auf Falein wurden im Herbst 2014 Teile zweier Schädel und mehrere Knochen gefunden. An den 1200 Jahre alten Überresten fanden sich Spuren eines Gewaltverbrechens.